# Dearbhla Walsh
Dearbhla Walsh (nascida na Irlanda) é uma cineasta e diretora de televisão irlandesa. Ela trabalhou em séries de drama para vários canais de televisão na Irlanda e no Reino Unido, incluindo episódios de EastEnders, Shameless e The Tudors.

## Prêmios e indicações
Emmy Awards 2009
1. Melhor Direção de Minissérie, Filme ou Especial por Little Dorrit (venceu)[2]

Festival Internacional de Cinema de Chicago 2004
1. Melhor Documentário por Imagining Ulysses (venceu)

Irish Film and Television Awards 2018
1. Melhor Direção - Drama por Fargo (venceu)